# Липатов, Александр Фёдорович
Александр Фёдорович Липатов (1919—1945) — лейтенант Рабоче-крестьянской Красной Армии, участник Великой Отечественной войны, Герой Советского Союза (1945).

## Биография
Александр Липатов родился 3 августа 1919 года в селе Илларионово (ныне — урочище в Суздальском районе Владимирской области). После окончания семи классов школы работал разнорабочим. В 1939 году Липатов был призван на службу в Рабоче-крестьянскую Красную Армию. С июля 1941 года — на фронтах Великой Отечественной войны. В 1942 году он окончил курсы младших лейтенантов. К январю 1945 года гвардии лейтенант Александр Липатов командовал разведвзводом 54-го гвардейского кавалерийского полка 14-й гвардейской кавалерийской дивизии 7-го гвардейского кавалерийского корпуса 1-го Белорусского фронта. Отличился во время освобождения Польши.
В ночь с 27 на 28 января 1945 года Липатов с 9 разведчиками проводил разведку переправ через Одер в районе населённого пункта Клайнигц (ныне — Кленица к северо-востоку от города Зелёна-Гура). Когда противник обнаружил и атаковал группу, Липатов организовал круговую оборону в одном из близлежащих домов, несмотря на полученное ранение и начавшийся пожар в доме, продолжал сражаться, сумев прорваться из окружения и вернуться к своим.
Указом Президиума Верховного Совета СССР от 27 февраля 1945 года за «образцовое выполнение заданий командования и проявленные мужество и героизм в боях с немецкими захватчиками» гвардии лейтенант Александр Липатов был удостоен высокого звания Героя Советского Союза. Орден Ленина и медаль «Золотая Звезда» он получить не успел, так как 3 марта 1945 года погиб в бою. Тело командира вынес разведчик Анатолий Восковский. Похоронен в населённом пункте Зукковсхоф (ныне Żukowo, гмина Бройце, Грыфицкий повят, Польша) в 12 километрах к северо-востоку от города Грыфице.
Был также награждён орденами Красного Знамени и Отечественной войны 2-й степени, двумя орденами Красной Звезды.
В честь Липатова назван переулок в Юрьеве-Польском.